# Danilo Donati
Danilo Donati (* 6. April 1926 in Luzzara; † 1. Dezember 2001 in Rom) war ein italienischer Kostümbildner und Szenenbildner.

## Leben

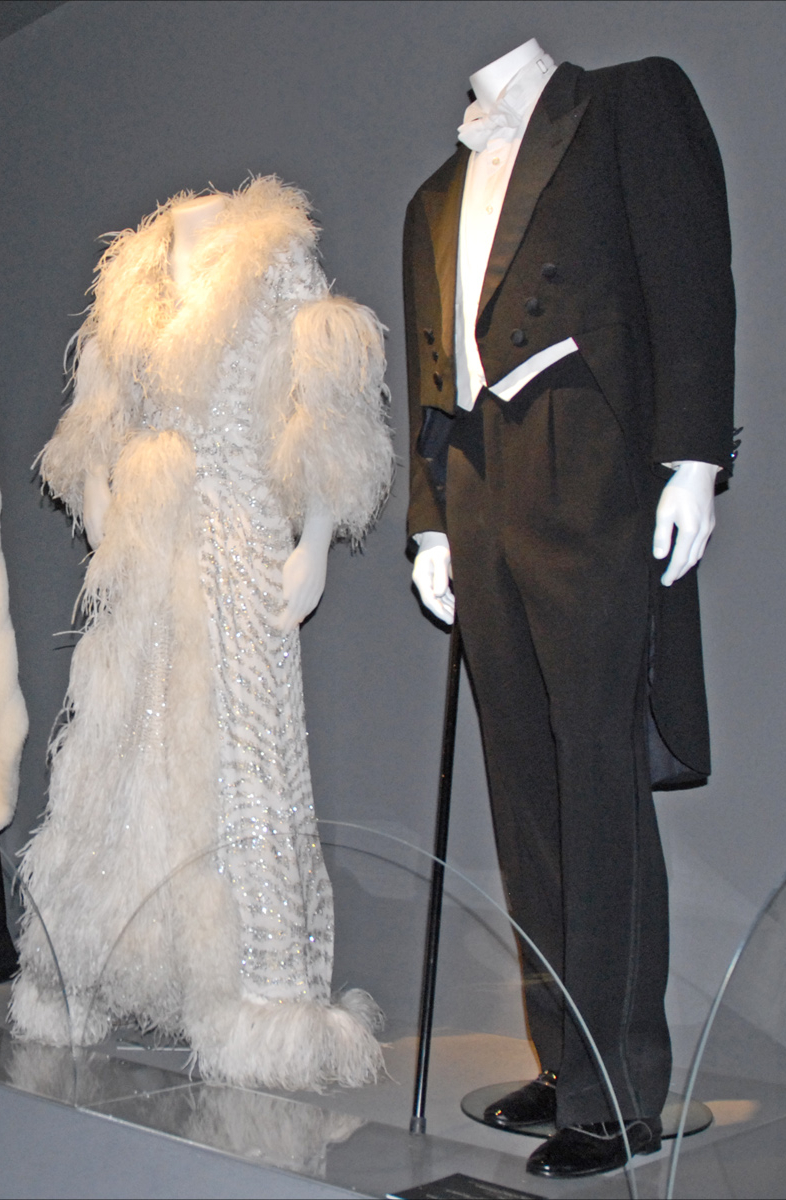
Kostüme für Giulietta Masina und Marcello Mastroianni aus dem Film Ginger und Fred (1986)

Donati erlernte zunächst in Florenz die Wand- und Freskomalerei. Mitte der 1940er Jahre zog er nach Rom, wo er Kunst studierte. Danach war er mehrere Jahre beim Fernsehsender RAI als Artdirector tätig. Er begann seine Filmkarriere 1959 als Kostümbildner für Mario Monicellis Kriegsfilm Man nannte es den großen Krieg. Zwischen 1964 und dessen Tod 1975 arbeitete er an fast allen Filmen von Pier Paolo Pasolini, und bereits für seine erste Zusammenarbeit, dem 1964 entstandenen Bibelfilm Das 1. Evangelium – Matthäus, wurde Donati 1967 erstmals für den Oscar nominiert. Im selben Jahr war er auch für Alberto Lattuadas 1965 entstandene Filmkomödie Mandragola oder Der Liebhaber als Arzt nominiert. Nach einer weiteren Nominierung 1968 für Franco Zeffirelli William Shakespeare-Adaption Der Widerspenstigen Zähmung erhielt er 1969 seinen ersten Oscar für Zeffirellis Romeo und Julia.
Zwischen 1969 und 1987 arbeitete Donati sieben Mal mit Federico Fellini, darunter auch Fellinis Casanova, für den Donati 1977 mit seinem zweiten Oscar ausgezeichnet wurde und bei dem er auch für das Szenenbild verantwortlich zeichnete. Nachdem er bislang hauptsächlich in Italien gewirkt hatte, arbeitete er in den 1980er Jahren auch an mehreren internationalen Produktionen mit, darunter Flash Gordon, Red Sonja und Momo. 1994 war er erstmals für Roberto Benigni tätig, es folgten die gemeinsamen Produktionen Das Leben ist schön und Roberto Benignis Pinocchio.
Donati verstarb 2001 im Alter von 75 Jahren an Herzversagen.

## Filmografie (Auswahl)
- 1959: Man nannte es den großen Krieg (La grande guerra)
- 1961: Der furchtlose Rebell (Vanina Vanini)
- 1964: Das 1. Evangelium – Matthäus (Il Vangelo secondo Matteo)
- 1965: Mandragola (La mandragola)
- 1967: Der Widerspenstigen Zähmung (The Taming of the Shrew)
- 1967: Edipo Re – Bett der Gewalt  (Edipo re)
- 1968: Romeo und Julia (Romeo and Juliet)
- 1969: Der Schweinestall (Porcile)
- 1969: Fellinis Satyricon (Fellini – Satyricon)
- 1971: Decameron (Il Decameron)
- 1972: Bruder Sonne, Schwester Mond (Fratello sole, sorella luna)
- 1972: Fellinis Roma (Roma) (auch Szenenbild)
- 1972: Pasolinis tolldreiste Geschichten (I racconti di Canterbury)
- 1973: Amarcord
- 1974: Erotische Geschichten aus 1001 Nacht (Il fiore delle mille e una notte)
- 1975: Die 120 Tage von Sodom (Salò o le 120 giornate di Sodoma)
- 1976: Fellinis Casanova (Il Casanova di Federico Fellini) (auch Szenenbild)
- 1979: Caligula (Caligola)
- 1980: Flash Gordon (auch Szenenbild)
- 1985: Red Sonja (auch Szenenbild)
- 1986: Ginger und Fred (Ginger e Fred)
- 1986: Momo (auch Szenenbild)
- 1987: Fellinis Intervista (Intervista) (auch Szenenbild)
- 1989: Franziskus (Francesco)
- 1997: Das Leben ist schön (La vita è bella) (auch Szenenbild)
- 2002: Roberto Benignis Pinocchio (Pinocchio) (auch Szenenbild)

## Auszeichnungen (Auswahl)
- 1967: Oscar-Nominierungen für Das erste Evangelium Matthäus und Mandragola oder Der Liebhaber als Arzt
- 1968: Oscar-Nominierung für Der Widerspenstigen Zähmung
- 1969: BAFTA Award, Beste Kostüme, für Romeo & Julia
- 1969: Oscar für Romeo & Julia
- 1974: Nominierungen für den Britischen Filmpreis für Fellinis Roma und Bruder Sonne, Schwester Mond
- 1977: Oscar für Fellinis Casanova
- 1978: BAFTA Award für Fellinis Casanova
- 1981: Saturn-Award-Nominierung für Flash Gordon
- 1981: BAFTA-Nominierung für Flash Gordon